# Heinkel HD 25
Гейнкель HD 25 (нім. Heinkel HD 25) — двомісний розвідувальний гідролітак для запуску з борту кораблів Імперського флоту Японії розроблений компанією Heinkel, але здебільшого виготовлявся в Японії компанією Aichi.

## Історія
В середині 1920-их років Німеччина ще не могла конструювати військові літаки, але більшість виробників створювали дизайни «гібридних» машин, створених для цивільного використання, але з можливістю пристосування до військових потреб. Heinkel був відомий своїми гідропланами, тому коли Японський флот почав шукати літаки, вони вирішили звернутись саме до них. Heinkel розробив три різні дизайни гідроплана — HD 25, HD 26 і HD 28 і палубний літак HD 23. HD 25 мав злітати з короткої рампи встановленої на борті великого військово корабля, оскільки катапульти ще були прийняті на флоті, і пізніше приземлятись на воду для підбирання за допомогою крану.
Два прототипи були побудовані в Німеччині, де і відбувся перший політ в 1926 році в Варнемюнде з пілотом лейтенантом Бюкером за кермом. Для спостереження до Німеччини також прибули інженери японського флоту. Літак показав задовільні характеристики, зокрема ідеальний зліт з короткої рампи, яка мала імітувати реальну рампу встановлену на гарматній башті японського корабля. Коли прототипи дістались Японії, нові випробування провелись з борту лінкора Наґато. Літак показав кращі характеристики за японські розвідники Yokosuka E1Y і Nakajima E2N.
Хоча виробництво японського гідроплана E1Y вже було запущене, флот все одно вирішив профінансувати виробництво HD 25. Неофіційно літак називався Корабельний розвідник Heinkel, а після офіційного прийняття на озброєння отримав позначення Двомісний розвідувальний гідроплан Тип 2 (яп. 二式複座水上偵察機, Ні-шікі Фукуза Суіджьо: Тейсацукі). Серійні літаки також отримали коротший корпус для більшого кліренсу при запуску, також були збільшені крила для зменшення мінімальної злітної швидкості. «Тип 2» мав дерев'яну структуру з фанерною обшивкою фюзеляжу і поплавків, і тканинною обшивкою крил і хвоста. Крила могли складатися для зберігання, а також мали пристосування для підйому літака краном. Відкрита кабіна пілота і спостерігача розміщалось за крилами.
Виробництво літака було передано Aichi, випробування японського продукту проводились в порту Наґої. Після успішних випробувань «Тип 2» був переданий на борт важких крейсерів, але через появу палубних катапульт, потреба в таких літаках відпала і виробництво зупинилось після 16 літаків. Після списання з флоту, деякі «Типи 2» було продано цивільним операторам, чи використано для випробувань. Зокрема в 1930 році один «Тип 2» був куплений газетою «Коучі Сімбун» для репортерської роботи, з доданим третім місцем для пасажира. Ще два були куплені дослідницькою організацією «Ніпон Коку Юсо Кенкюшо» де теж випробовувались різні конфігурації кабіни для збільшення пасажиромісткості.

## Тактико-технічні характеристики

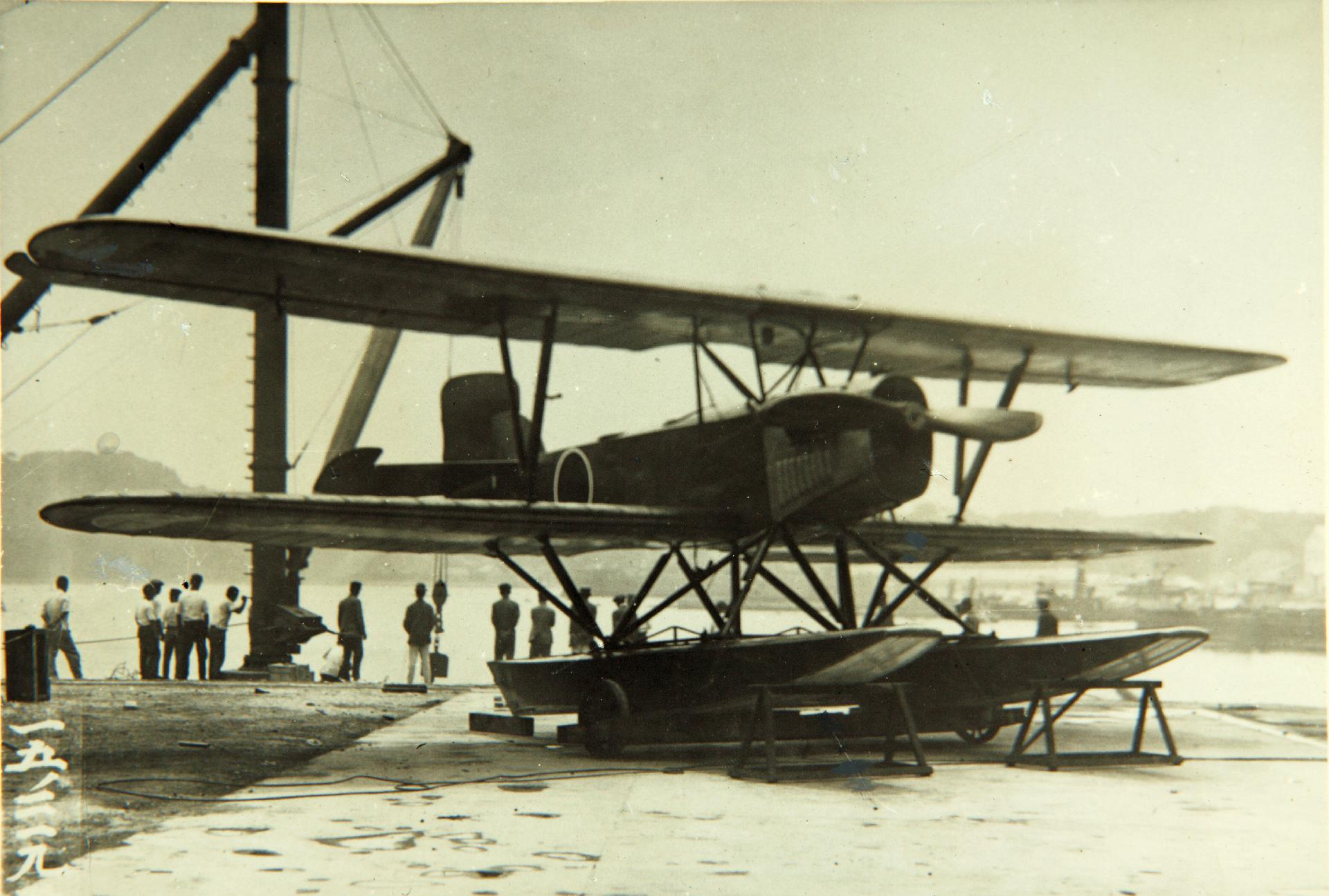

Дані з Japanese Aircraft 1910—1941

### Технічні характеристики
- Екіпаж: 2 особи
- Довжина: 9,695 м
- Висота: 4,269 м
- Розмах крила: 14,878 м
- Маса пустого: 1700 кг
- Злітна маса:
  - з борту корабля — 2350 кг
  - з поверхні моря — 2565 кг
- Двигун: 12-ти циліндровийW-подібний двигун Napier Lion водяного охолодження
- Потужність: 450 к. с.
- Гвинт: дволопатевий дерев'яний гвинт

### Льотні характеристики
- Максимальна швидкість: 205 км/год (на рівні моря)
- Швидкість приземлення: 90 км/год
- Час набору висоти 3000 м: 15 хвилин 14 секунд
- Дальність польоту: 916 км

### Озброєння
- Стрілецьке:
  - 1 × 7,7-мм кулемет в турелі спостерігача
- Бомбове:
  - 300 кг бомб.